# Amerikanische Hechtsalmler
Amerikanische Hechtsalmler (Ctenoluciidae) sind Raubfische aus der Ordnung der Salmlerartigen (Characiformes).

## Verbreitung
Sie leben im nördlichen Südamerika und südlichen Mittelamerika. Die fünf Arten der Gattung Boulengerella leben in Amazonien, im Orinoko, im Rio Tocantins, in den Flüssen der drei Guyanas und im östlichen und mittleren Panama bis zur Provinz Veraguas. Die zwei Ctenolucius-Arten kommen in den in den Pazifik mündenden Flüssen Panamas, in den Flüssen des westlichen und nördlichen Kolumbien, wie dem Río Magdalena, und in Süßwasserlagunen am Maracaibo-See in Venezuela vor.

## Merkmale
Amerikanische Hechtsalmler besitzen einen langgestreckten, zylinderförmigen Körper. Die Schuppen sind klein. Ihre Farbe ist grau, mit braunen Streifen oder Flecken, oder silbrig. Sie werden 22 bis etwa 68 Zentimeter lang. Rücken- und Afterflosse befinden sich, für Stoßräuber typisch, weit hinten. Die Bauchflossen haben acht Flossenstrahlen. Die Fische haben eine Fettflosse. Ihr Maul ist verlängert und mit zahlreichen, nach hinten gerichteten Zähnen besetzt.

## Lebensweise
Amerikanische Hechtsalmler leben als Jungfische gesellig, als Alttiere einzelgängerisch. Sie halten sich bevorzugt an der Gewässeroberfläche auf und ernähren sich als Stoßräuber von Insektenlarven, Krebstieren und kleineren Fischen.

## Systematik

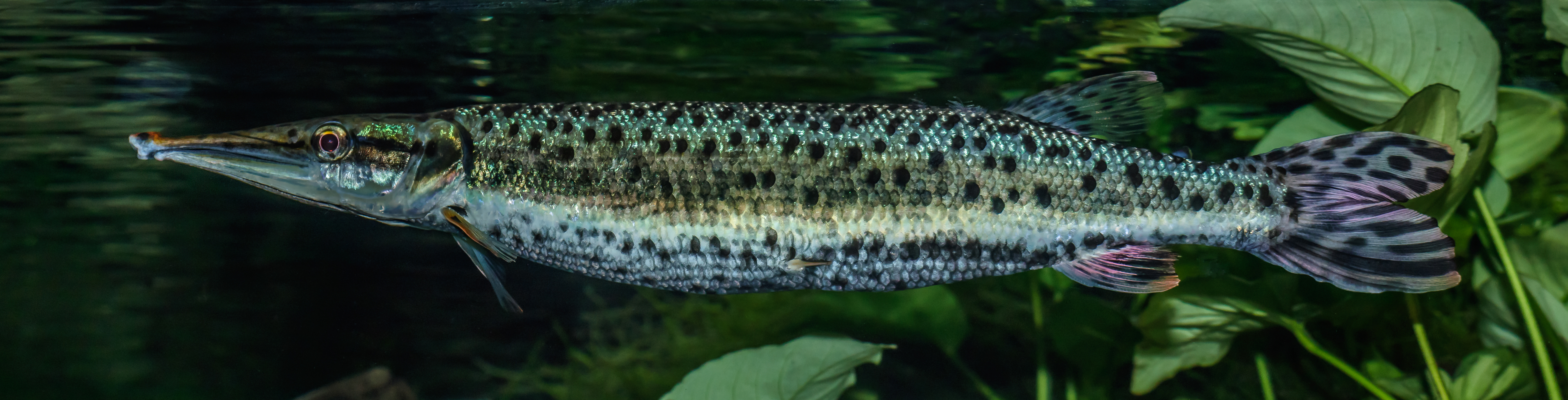
Gefleckter Hechtsalmler (Boulengerella maculata)

- Familie Amerikanische Hechtsalmler (Ctenoluciidae)
  - Gattung Boulengerella
    - Bicuda (Boulengerella cuvieri Spix & Agassiz, 1829)
    - Streifenhechtsalmler (Boulengerella lateristriga)
    - Cuviers Hechtsalmler (Boulengerella lucius)
    - Gefleckter Hechtsalmler (Boulengerella maculata)
    - Boulengerella xyrekes

  - Gattung Ctenolucius
    - Gavial-Hechtsalmler (Ctenolucius beani)
    - Hujeta-Hechtsalmler (Ctenolucius hujeta)